# Липовцы (посёлок городского типа, Приморский край)
Ли́повцы — посёлок городского типа в Октябрьском районе Приморского края. Центр Липовецкого городского поселения, включающее также посёлок Ильичёвка, село Владимировка и одноимённое село Липовцы, расположенное южнее посёлка.

## Географическое положение
Посёлок городского типа Липовцы расположен на автотрассе Уссурийск — Пограничный примерно в 25 км к северу от Покровки, районного центра, и в 50 км к северо-западу от Уссурийска. Расстояние до Владивостока около 158 км.
По западной окраине посёлка протекает река Липовцы (правый приток Абрамовки), по восточной — река Краснопольская, левый приток реки Липовцы.
Посёлок городского типа Липовцы находится в Октябрьском районе, который в свою очередь расположен на юго-западе Приморского края. Центром района является село Покровка, образованное в 1880 году. Октябрьский район граничит с Пограничным, Хорольским, Михайловским, Уссурийским районами, а также имеет границу с Китаем. Поселок находится на северо-восточной границе этого края.

## История
Липовецкое месторождение было открыто в 1906 году. В период с 1922 по 1927 год на руднике существовал небольшой завод по сухой перегонке угля. В 1927 году хозяин бежал, на руднике был оставлен приказчик. Но из-за невыплаты зарплаты рабочие подняли бунт. Приказчика вываляли в перьях, посадили в тачку и вывезли за территорию рудника. На руднике была организована трудовая артель. В 1938 году Советское правительство приказало заложить в Приморье несколько шахт, в том числе и в Липовцах.
19 апреля 1938 года на место месторождения приехали геологии строители. Так началось второе рождение поселка.
Как и на всех стройках, первые новосёлы встретились с большими трудностями. Жизнь в палатках, бездорожье, большое наводнение 1938 года, отсутствие электричества (в то время энергетическое хозяйство состояло из нескольких передвижных станций по 48 киловатт каждая) — все это усложняло дело. Но люди жили, строили, работали.
Когда началась Великая Отечественная война 70 человек рабочих и инженеров шахты ушли на фронт, но посёлок продолжал жить. Место мужчин занимали женщины и дети. Женщины спускались в шахту, работали в лаве, таскали вагонетки с углем. Помогали и дети, они работали в поле, убирали хлеб, картофель, овощи.
46 липовчан не вернулись с фронта. После войны возобновилось строительство шахты № 7. Появилась новая техника. Вместо лошадей, которые таскали под землей уголь, пустили электровоз. Большой радостью для поселка было открытие: в 1948 году липовецкие дети получили новую школу № 1.
Памятен событиями 1949 год, когда начала работать ЦЭС мощностью две тысячи киловатт — было покончено с «голодом» в электроэнергии. Государственная комиссия приняла в эксплуатацию шахту № 4, строительство которой было прервано войной, а шахту № 3, отработавшую свои запасы, пришлось закрыть. В апреле того же года указом Президиума Верховного Совета РСФСР был образован рабочий поселок Липовцы.
Большой радостью для жителей поселка явился пуск водовода в 1950 году. Через два года открыли Дом культуры горняков на 500 мест, а ещё через год был построен первый двухэтажный дом с коммунальными услугами. Это уже позднее снесли полуразвалившиеся бараки и на их месте появились кварталы многоэтажных домов.
С 1960 по 1990-е годы в поселке построили 3 детских сада.
В 1961 году начал строиться керамический завод.
В 1983 году построена новая больница на 120 коек. Шло активное строительство жилищного фонда.
Посёлок давал краю: уголь, кирпич, облицовочную плитку, керамическую посуду. Совхоз Тельмана — сою, картофель, молоко, мясо.
Уголь местного месторождения уникален: таких месторождений было два. Из него можно получить жидкое топливо, термическую сажу, смолу, полукокс.
В поселке работает ОФ Восточная

## Население
| 1900  | 1912  | 1915  | 1959  | 1970  | 1979  | 1989  |
| ----- | ----- | ----- | ----- | ----- | ----- | ----- |
| 688   | ↗937  | ↗1302 | ↗8676 | ↗9072 | ↘8643 | ↘8460 |
| 2002  | 2009  | 2010  | 2011  | 2012  | 2013  | 2014  |
| ↘6742 | ↘6048 | ↗6402 | ↗6406 | ↘6338 | ↘6320 | ↘6288 |
| 2015  | 2016  | 2017  | 2018  | 2019  | 2020  | 2021  |
| ↘6286 | ↘6272 | ↘6172 | ↘6136 | ↘6061 | ↘6031 | ↘5275 |
| 2023  | 2024  |       |       |       |       |       |
| ↘5246 | ↘5225 |       |       |       |       |       |

## Инфраструктура
В посёлке был расположен Липовецкий опытно-экспериментальный керамический завод. Ранее посёлок был одним из центров Приморья по добыче угля. На 2007 год именно в Липовцах расположена одна из двух действующих в крае шахт (вторая в Углекаменске).
В посёлке находится предприятие Росрезерва комбинат «Радуга».
Горнодобывающий комплекс — градообразующим предприятием посёлка является Липовецкое шахтоуправление.
На территории посёлка находится рынок.
Торговые предприятия представлены частными магазинами.
Государственные учреждения: администрация поселения, социальный отдел, милиция, подразделение ВГСЧ и пожарная часть, учреждения здравоохранения (больница, поликлиника).
В посёлке станция ДВЖД Липовцы.

## Происшествия
Печальную известность посёлок получил в сентябре 2004 года, когда солдат-дезертир при задержании из автомата Калашникова убил на месте двух сотрудников милиции и двоих ранил, один из которых позднее скончался в больнице. Позже он был задержан и приговорён к пожизненному заключению.